# Armavia
Armavia (Armensk: Արմավիա) var Armeniens nationale flyselskab. Armavia blev stiftet i 1996 og har base i Yerevan Zvartnots Lufthavn.
Den 1. april 2013 meddelte Armavia, at den indleverede en konkursbegæring.

## Fly
Armavia har 11 fly:
- 1 Airbus A319
- 2 Airbus A320
- 3 Boeing 737
- 3 Bombardier CRJ-200
- 1 Sukhoi Superjet 100
- 1 Yakovlev Yak-42.